# Glycera onomichiensis
Glycera onomichiensis är en ringmaskart som beskrevs av Izuka 1912. Glycera onomichiensis ingår i släktet Glycera och familjen Glyceridae.
Artens utbredningsområde är havet kring Nya Zeeland. Inga underarter finns listade i Catalogue of Life.